# 四進士

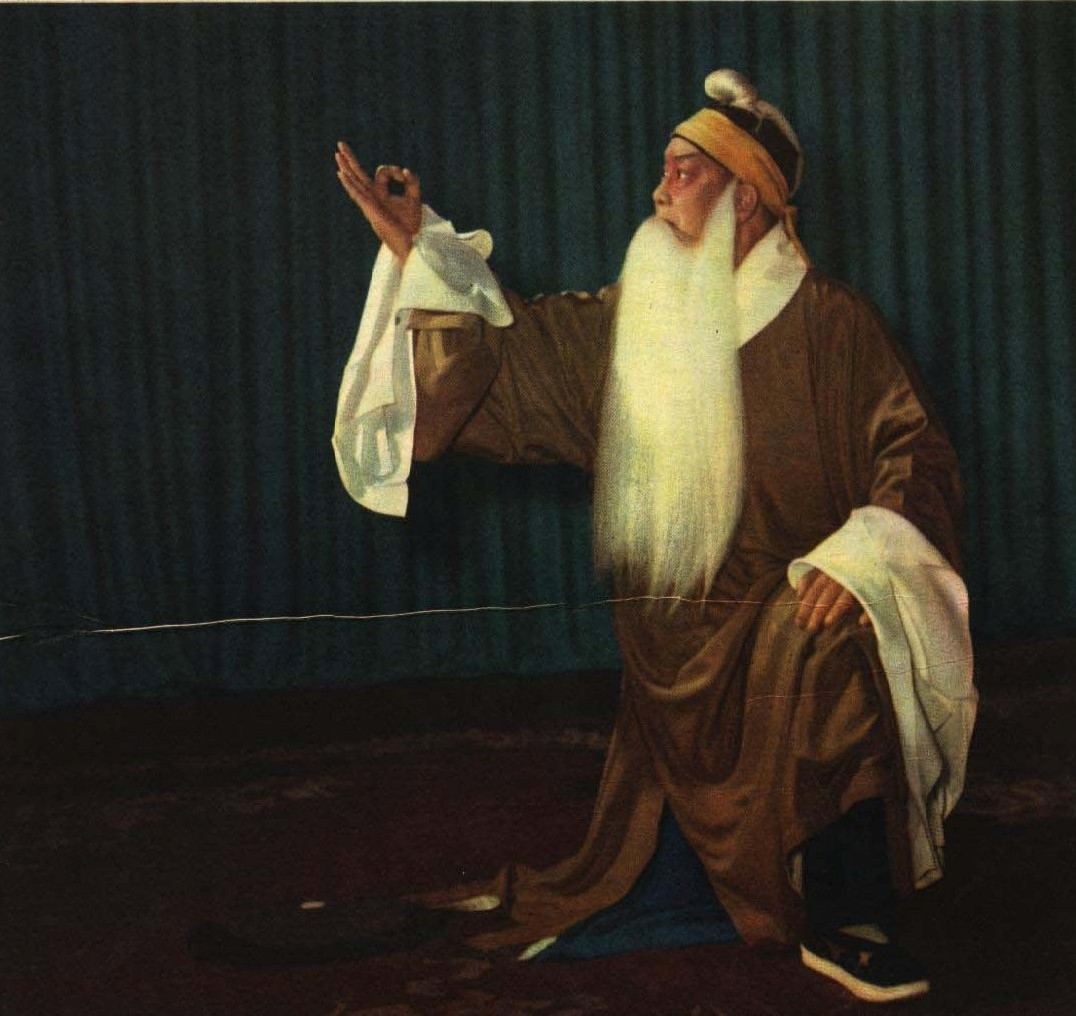
1962年京剧《四进士》中周信芳扮演宋士杰

《四進士》，京劇劇目，改編自鼓詞《紫金釵》。鼓詞《紫金釵》為民間傳唱劇目，原作者不詳。

## 劇情
京劇《四進士》描寫明朝嘉靖年間，河南上蔡縣人楊素貞，因妯娌田氏爭奪家產，殺害夫婿姚廷美，又被不肖親哥楊青，於柳林中賣給過路人楊春為妻。幸楊春為人正直，得知冤情後，與楊素貞結拜兄妹，仗義為她申冤。並於柳林中遇微服出巡的河南八府巡按毛朋，代寫狀紙。後林中遇盜，追至西門，認識仗義驅走盜匪的宋士傑與其妻萬氏，收其為乾女兒，代其狀告信陽知州顧讀。宋士傑曾為刑房書吏，仗義善辭，得罪上級而革退，西門開旅店為生。
田氏為江西巡按田倫之姐，得知官府拿人，急求弟田倫修書同年顧讀，賄銀三百兩。正巧田倫公差，路經宋士傑的旅店投宿。宋士傑得知，趁夜盜取書信，得知賄情，照抄一份於衣襟，悄放回原信。顧讀收賄後，反將楊素貞打為被告，田氏取保。宋士傑伸冤，顧讀辯他不過，亦將之打回。宋士傑只得差楊春，向巡按毛朋攔轎告狀，並改告顧讀、田倫、劉題三人。
原來毛朋、顧讀、田倫、劉題四人是同年進士，當年被奸臣嚴嵩排擠，幸得海瑞保薦而任官，四人於雙塔寺盟誓：不准官吏過柬，匿案准情。若是貪贓枉法，各備棺木一口，仰面還鄉。事隔多年，田倫補江西巡按，守父孝未曾上任，包庇親人行賄；顧讀為信陽知州，貪贓收賄；劉題為上蔡縣丞，不理民冤；唯河南八府巡案毛朋，志節未易。
毛朋得狀後，革縣丞劉題，拿貪贓枉法的田倫、顧讀。重新開堂審案，拿田氏、田氏夫姚廷春、楊青，放楊素貞，告官的宋士傑發配邊疆。最後楊春與楊素貞認出柳林寫狀者實為毛朋，宋士傑回去尋得毛朋，毛朋說他不過，亦得放人。皆大歡喜。

## 演變
京劇《四進士》主角原為毛朋，經多年重演，老生宋士傑出現後的戲份因比較精彩，主角逐漸轉移到宋士傑身上。原劇一共四本，每天演一本，四天演全。後馬連良改演時，精簡劇目為一日演全。新中國1956年在上海拍攝桑弧編劇，應雲衛和劉瓊聯合執導的彩色京劇電影《宋士杰》，琴師郝德泉，張鑫海打鼓（職稱是指揮），周信芳饰演宋士杰。

## 衍生
《四進士》粵劇版叫做《審死官》，主角的名字都寫做「宋世傑」，馬師曾主演版極富盛名，被改編為多部影視作品，但這些電影的背景都改為清朝，主角改为青年人，如電影《審死官》、電視劇《狀王宋世傑》、《新九品芝麻官》等。

## 外部連結
- 京劇《四進士》馬連良演出劇本
- IMDb（页面存档备份，存于）